# Öffentliche Hand
Öffentliche Hand ist ein Sammelbegriff für alle Bereiche des Staates und wird abgegrenzt gegenüber privaten Angelegenheiten. Erfasst ist der gesamte öffentliche Sektor, etwa die haushaltsorientierten Gebietskörperschaften (Bund, Länder, Gemeindeverbände, Gemeinden) sowie Anstalten und Körperschaften des öffentlichen Rechts.

## Begriffsumfang
Der Begriff „öffentliche Hand“ ist ein vornehmlich umgangssprachlicher, aber auch gesetzlicher Begriff (etwa § 224 SGB IX). Die Rechtsprechung des Bundesverfassungsgericht (BVerfG) spricht von öffentlicher Hand, wenn kulturhistorisch oder wissenschaftlich bedeutsame Funde eigentumsrechtlich zuzuordnen sind.
Offizielle Statistiken bemühen eher den Begriff des „öffentlichen Sektors“. Der Begriffsumfang kann dabei in drei Ebenen unterteilt werden:
- Den öffentlichen Sektor im engeren Sinn bilden die Gebietskörperschaften, die sich in Deutschland aus Bund, Ländern, Gemeinden und Gemeindeverbänden zusammensetzen.
- Eine erweiterte Begriffsbestimmung bezieht die Parafisci mit ein. Parafisci sind organisatorisch selbständige Einrichtungen ohne Hoheitsrechte, die mit Hilfe eigener zweckgebundener Finanzmittel öffentliche Aufgaben erfüllen. Dazu gehören die Sozialversicherung (gesetzliche Kranken-, Pflege-, Unfall-, Arbeitslosen- und Rentenversicherung) sowie bestimmte Sondervermögen (Sondervermögen des Bundes). Diese zweite Ebene ist das Aggregat für die Maastricht-Kriterien im Hinblick auf die Neuverschuldung des „öffentlichen Sektors“, die 3 % seines Bruttoinlandsprodukts nicht überschreiten darf.[2]
- In der weitesten Definition werden öffentliche Unternehmen (Unternehmen in mehrheitlich öffentlichem Eigentum) und öffentliche Unternehmensbeteiligungen erfasst.

## Tätigkeitsgebiete
Die öffentliche Hand ist, insbesondere in ihrer weitesten Definition, sowohl marktwirtschaftlich als auch nicht-marktwirtschaftlich tätig, nimmt also auch am Wettbewerb teil. Während sich die nicht-marktwirtschaftlichen Aktivitäten insbesondere auf die Daseinsvorsorge erstrecken, sind die wirtschaftlichen Tätigkeiten der verschiedenen Verwaltungsebenen – gestützt auf die Erlaubnis in den Gemeindeordnungen zur wirtschaftlichen Betätigung – zumeist nicht näher definiert, um die kommunale Handlungsfreiheit nicht unnötig einzuschränken. Generelle Anforderungen für marktwirtschaftliche Aktivitäten, auch für öffentliche Betriebe, sind der öffentliche Zweck, das angemessene Verhältnis zur Leistungsfähigkeit der Gemeinde und die Subsidiarität.

## International
Der Begriff der öffentlichen Hand ist rein deutschsprachig; er findet z. B. in Deutschland, Österreich und in der Schweiz Anwendung. In anderssprachigen Ländern gibt es als ungefähre Entsprechung den Begriff des Staatssektors.